# Seraphsidae
Seraphsidae é uma família de moluscos gastrópodes marinhos classificada por John Edward Gray, em 1853, e pertencente à subclasse Caenogastropoda, na ordem Littorinimorpha; contendo apenas o gênero Terebellum Lamarck, 1798 (táxon monotípico), com quatro espécies descritas.  Sua mais conhecida espécie (e também sua espécie-tipo) é Terebellum terebellum, descrita por Carolus Linnaeus em 1758, nomeada Conus terebellum (no gênero Conus) na obra Systema Naturae; estando classificada entre os Strombidae no século XX.

## Descrição
Compreende, em sua totalidade, caramujos de conchas alongadas, lisas e brilhantes, com espirais visíveis, de ápice pontiagudo, ocupando 1/4 de seu comprimento total; podendo ter suas superfícies revestidas por desenhos de marcações punctiformes, manchas, faixas, linhas retas ou linhas em zigue-zague. Seu lábio externo é fino e sua columela é destacada de sua última volta por uma sutura.

## Classificação deSeraphsidae

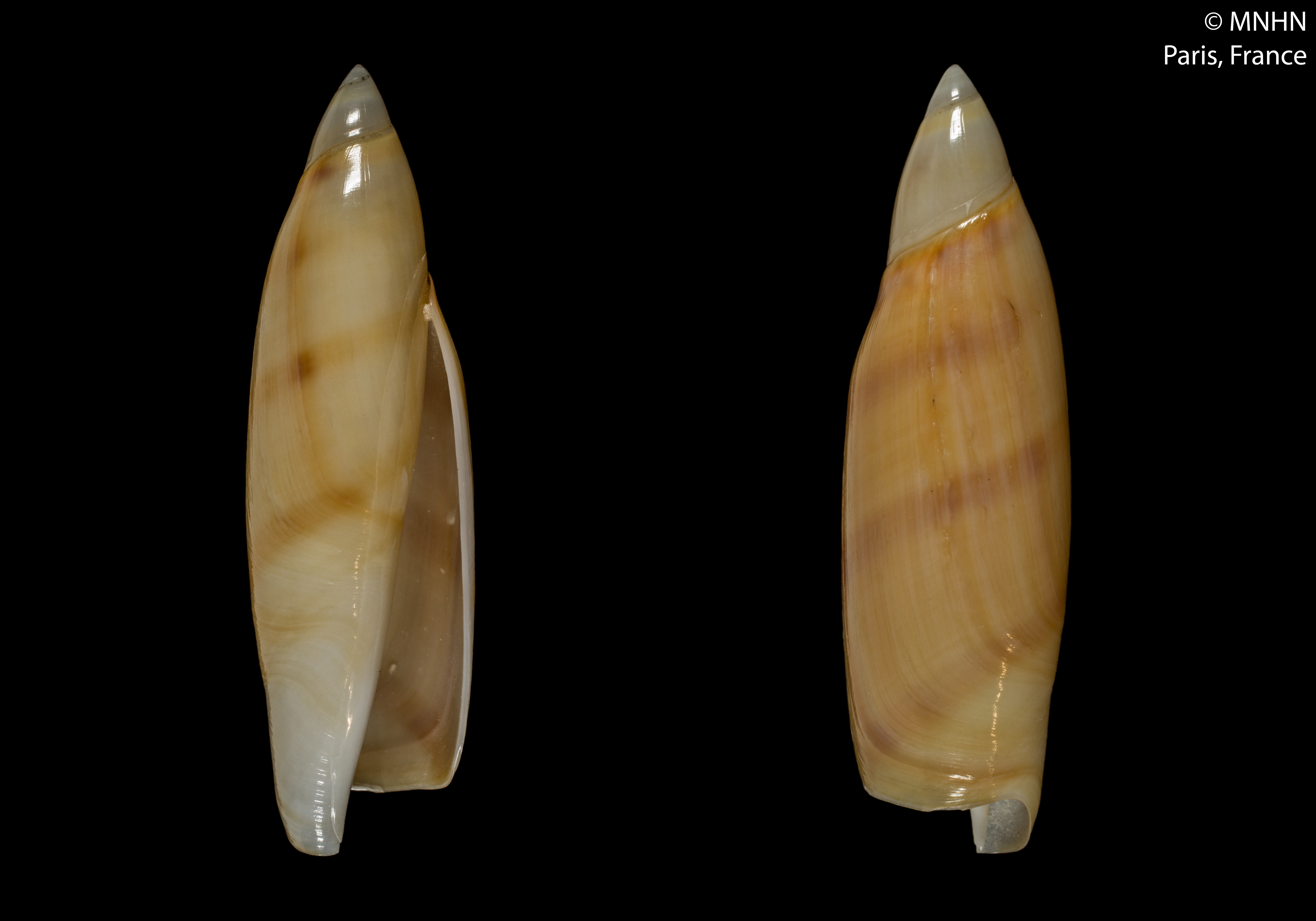
Duas conchas de Terebellum simoni Dekkers, S. J. Maxwell & Congdon, 2019 pertencentes ao acervo do Museu Nacional de História Natural, França. Espécimes coletados em Bohol, Filipinas.

De acordo com o World Register of Marine Species.
gênero Terebellum Lamarck, 1798
espécie Terebellum terebellum (Linnaeus, 1758)
espécie Terebellum delicatum Kuroda & Kawamoto, 1956
espécie Terebellum hubrechti Poppe & Tagaro, 2016
espécie Terebellum simoni Dekkers, S. J. Maxwell & Congdon, 2019
- Duas conchas de Terebellum simoni Dekkers, S. J. Maxwell & Congdon, 2019[8] pertencentes ao acervo do Museu Nacional de História Natural, França. Espécimes coletados em Bohol, Filipinas.